# Protohermes grandis
Protohermes grandis är en insektsart som först beskrevs av Carl Peter Thunberg 1781.  Protohermes grandis ingår i släktet Protohermes och familjen Corydalidae. Inga underarter finns listade i Catalogue of Life.

## Bildgalleri

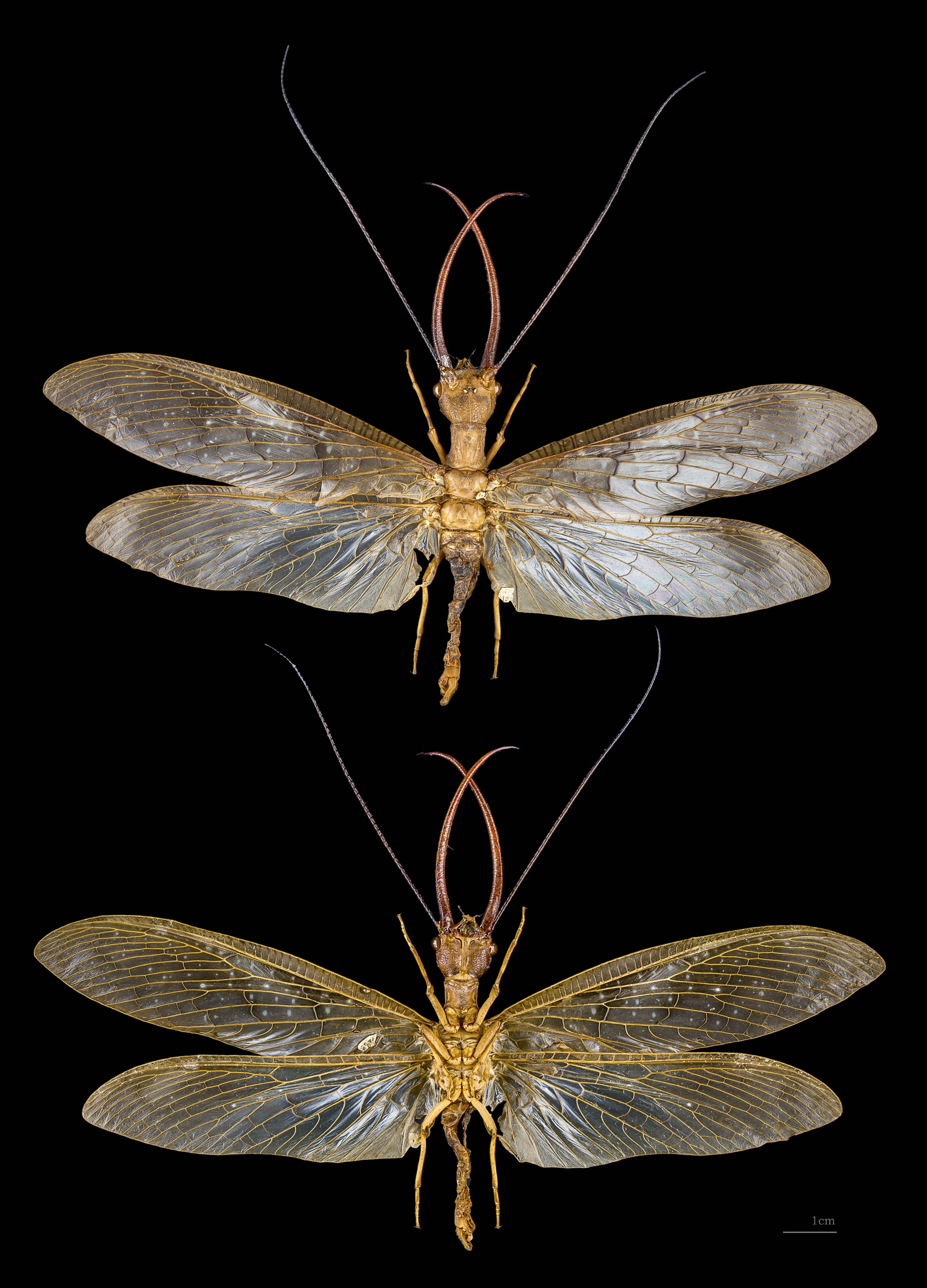
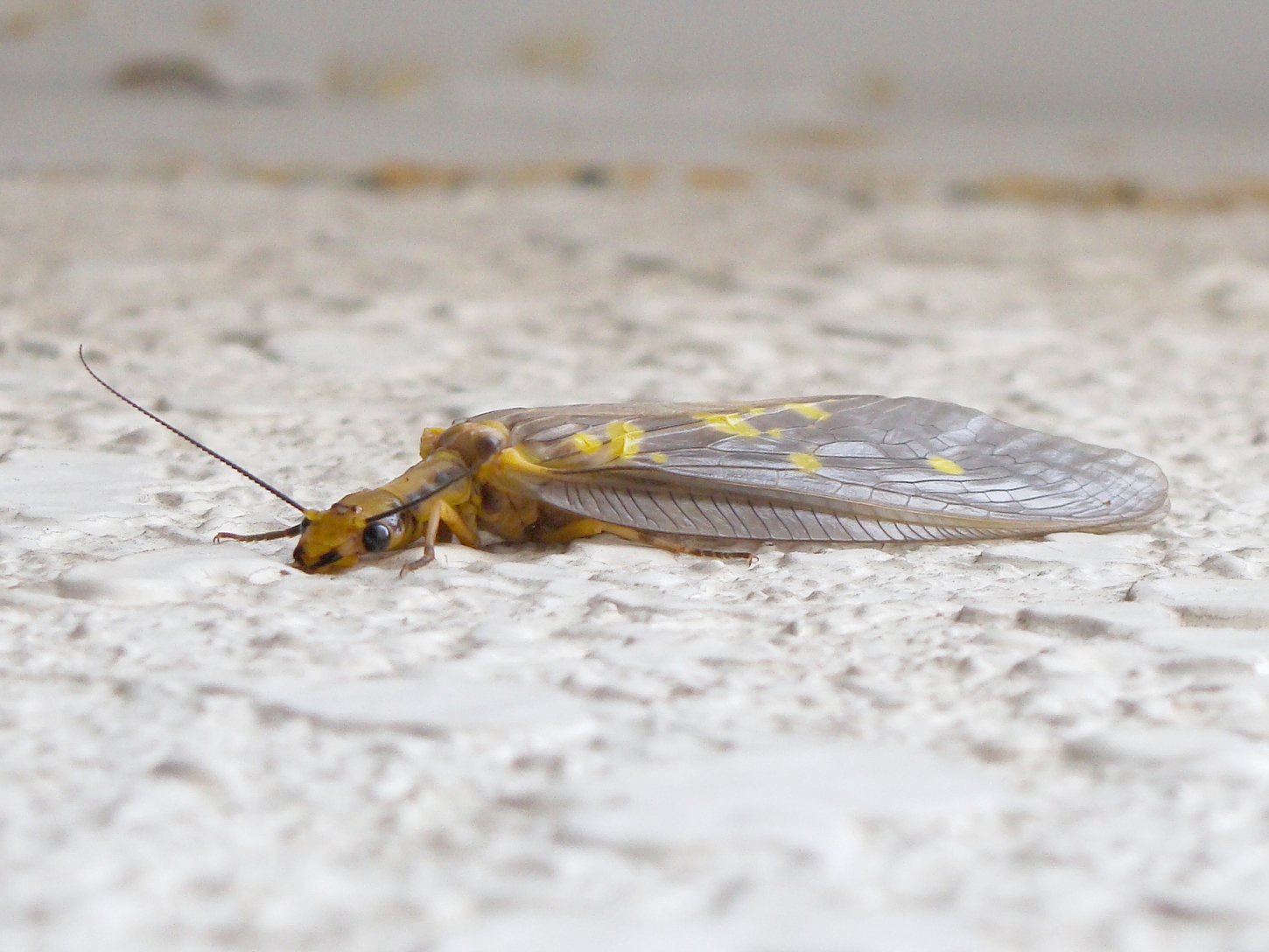
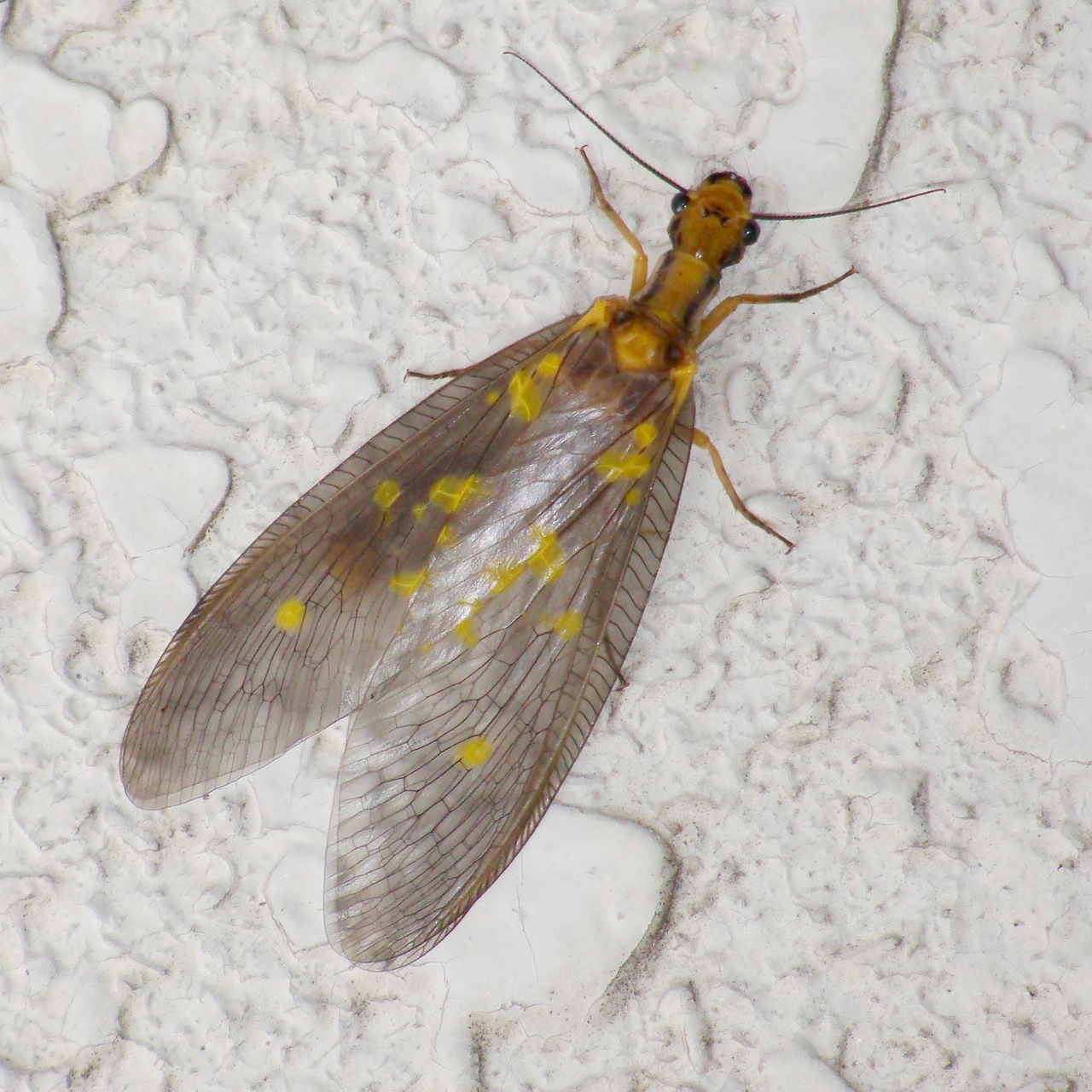